# Зеленоградский дворец творчества детей и молодёжи
Зеленоградский дворец творчества детей и молодёжи (в 1989—1990 годах — Зеленоградский дворец пионеров) — учреждение дополнительного образования и одно из знаковых сооружений позднесоветского модернизма в Зеленограде. C 1989 года располагается в собственном здании по проекту архитектора И. А. Покровского. Это второй после комплекса на Воробьёвых горах Дворец пионеров в Москве, возведённый тем же архитектором. Расположен на площади Колумба, дом 1.
Во Дворце работает около 70 объединений: хореографические студии, оркестр русских народных инструментов, хор, кружки технического моделирования, спортивные залы и компьютерные классы. Ежегодно учреждение посещают более 3000 детей и подростков.

## История
Проектирование Дворца началось в 1971 году по образцу Дворца пионеров на Воробьёвых горах, проектными работами занималась мастерская И. А. Покровского, главным архитектором объекта был назначен А. Г. Стискин.
Торжественное открытие состоялось 30 мая 1989 года. В празднике участвовали дикторы программы «Время» Анна Шатилова и Геннадий Чертов, режиссёр Б. Ю. Грачевский, а также актёры «Ералаша».
В 1990 году, после ликвидации пионерской организации, комплекс был переименован во «Дворец творчества детей и юношества», позднее — «…и молодёжи». В 2017–2019 годах проходил капитальный ремонт с сохранением архитектурного облика.

## Архитектура

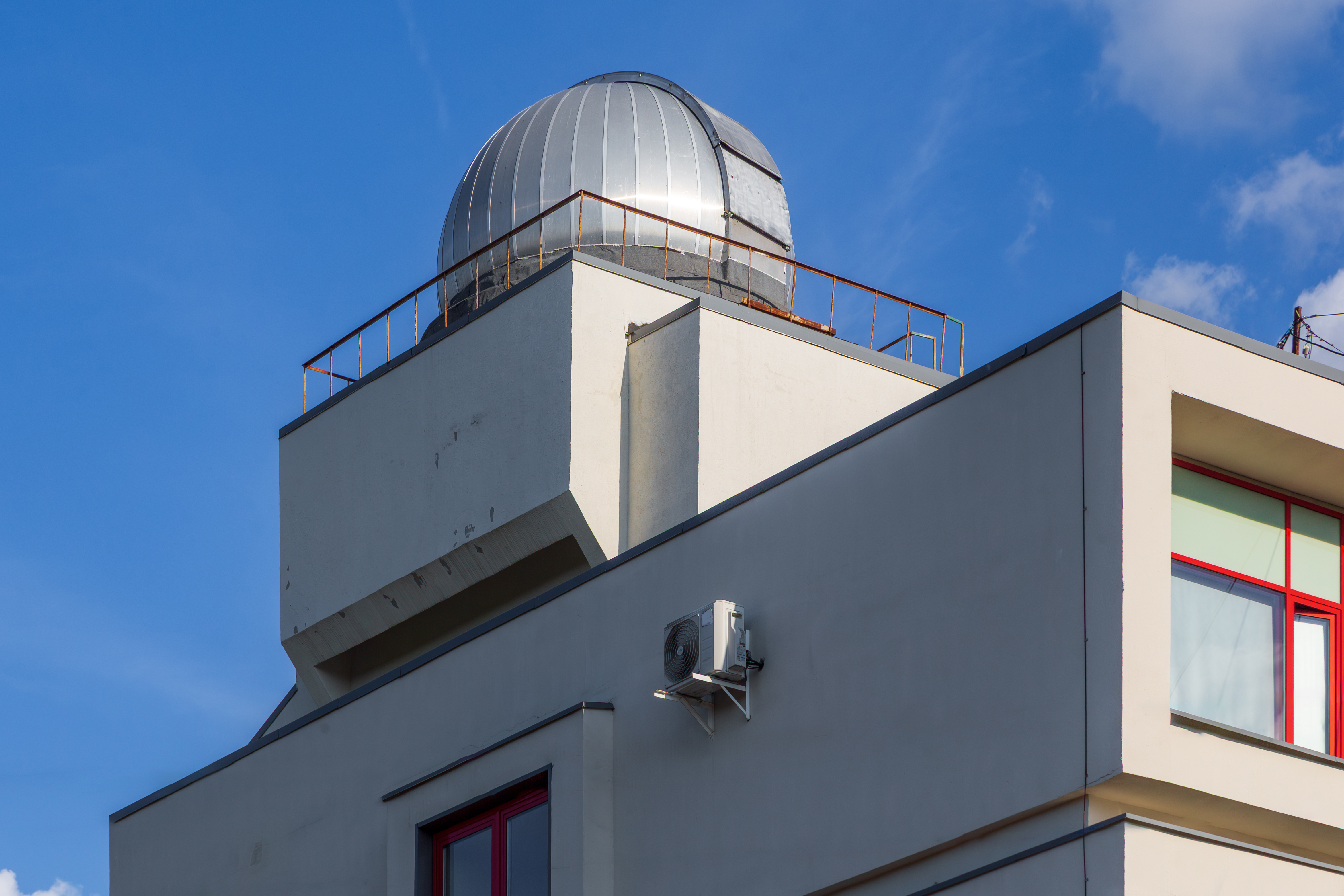
Купол обсерватории

Характерная для модернизма «прозрачность» реализована в Зеленоградском Дворце сквозным остеклением, визуально соединяющим фойе и площадь Колумба, расположенную перед центральным входом. Гладкие плоскости фасадов контрастируют с «парящей» башней обсерватории. Интерьеры лестниц и холлов оформлены в стилистике позднего модернизма с элементами постмодерна.